# Université européenne de Madrid
Pour les articles homonymes, voir UEM.
L'université européenne de Madrid (en espagnol : Universidad Europea de Madrid ou UEM) est une université privée située à Villaviciosa de Odon dans la communauté de Madrid en Espagne. 
Elle a été fondée en 1995, compte plus de 10 000 étudiants dont 10 % sont étrangers et trois campus : le campus Villaviciosa, le campus Moraleja et le campus adjoint de Valencia.
L’université possède des résidences étudiantes près de ses campus. Elle fait partie du réseau des institutions académiques privées "Laureate International Universities" qui compte à son actif 59 institutions de l’enseignement supérieur dans plus de 19 pays soit plus de 550 000 étudiants. Elle fait partie des cinq meilleures universités privées d'Espagne. 

## Histoire
La UEM a été créée le 17 juillet 1995 comme université indépendante bien qu’elle existe depuis 1989 comme centre associé de l'université complutense de Madrid sous le nom de centre européen d’études supérieures. C'est l'université phare et originale de l'Université Européenne, un établissement d'enseignement supérieur qui gère quatre universités en Espagne et au Portugal : Université Européenne de Madrid, Université Européenne de Valence, Université Européenne des Canaries et Universidade Europeia de Lisboa à Lisbonne.

## Directeurs
| De   | À         | Directeur/Directrices              |
| ---- | --------- | ---------------------------------- |
| 1995 | 2001      | Juan Salcedo Martínez              |
| 2001 | 2004      | Fernando Fernández Méndez de Andés |
| 2004 | 2009      | Antonio Bañares Cañizares          |
| 2009 | 2015      | Águeda Benito Capa                 |
| 2015 | 2017      | Isabel Fernández Martínez          |
| 2017 | 2017      | Miguel Gómez Navarro               |
| 2017 | 2019      | Juan Morote Sarrión                |
| 2019 | actualité | Elena Gazapo                       |

## Dans la culture populaire
Le campus de l'université est un des lieux de tournage principal de la série Netflix Élite. La plupart des scènes censées se passer au lycée Las Encinas y sont tournés.